# Tryb nadpisywania
Tryb nadpisywania – tryb cyfrowej edycji tekstu, np. pliku komputerowego, linii poleceń, interfejsu znakowego itp., polegający na zastępowaniu znaku obecnego w miejscu kursora znakiem wpisywanym.
W przeważającej większości oprogramowania tryb nadpisywania jest trybem dodatkowym, towarzyszącym domyślnemu trybowi wstawiania. Zmianę pomiędzy oboma trybami uzyskuje się naciskając odpowiedni klawisz sterujący. Na klawiaturze komputera jest to najczęściej klawisz Insert, natomiast np. w telefonach komórkowych, pilotach itp. może to być przycisk lub sekwencja przycisków funkcyjnych.
W obu trybach, po wstawieniu znaku, kursor najczęściej przesuwa się o jeden znak w kierunku biegu tekstu (wymuszonego językiem wpisywanego tekstu). Tylko w najprostszych rozwiązaniach informatycznych, silnie ograniczonych sprzętowo, kursor pozostaje nadal w miejscu pierwotnym i wtedy należy oddzielnym poleceniem przesunąć go w żądanym kierunku.
Oba tryby stawiania znaków mają jednak dłuższą historię, gdyż dostępne były już w czasach maszyn do pisania, gdzie tryb nadpisywania (w rozumieniu braku przesuwu wózka) służył np. do budowania znaków diakrytycznych.